# Port lotniczy Lusaka
Port lotniczy Lusaka, Kenneth Kaunda International Airport (IATA: LUN, ICAO: FLKK) – międzynarodowy port lotniczy położony 26 km od Lusaki. Jest największym portem lotniczym Zambii i był hubem narodowego przewoźnika – Zambian Airways (zawiesił działalność 12 stycznia 2009) oraz Zambezi Airlines (zawiesił działalność 1 listopada 2011). W 2006 obsłużył 602 122 pasażerów.

## Linie lotnicze i połączenia
| Linia Lotnicza          | Kierunek |
| ----------------------- | --- |
| Air Tanzania            | 1. Dar es Salaam |
| Airlink                 | 1. Johannesburg |
| Emirates                | 1. Dubaj |
| Ethiopian Airlines      | 1. Addis Abeba |
| Kenya Airways           | 1. Harare 2. Nairobi |
| LAM Mozambique Airlines | 1. Harare 2. Maputo |
| Malawi Airlines         | 1. Harare 2. Lilongwe |
| Proflight Zambia        | 1. Kapsztad 2. Durban 3. Johannesburg 4. Kasama 5. Lilongwe 6. Livingstone 7. Mansa 8. Mfuwe 9. Ndola 10. Solwezi                |
| Qatar Airways           | 1. Doha |
| RwandAir                | 1. Johannesburg 2. Kigali |
| South African Airways   | 1. Johannesburg |
| Turkish Airlines        | 1. Stambuł |
| Zambia Airways          | 1. Dar es Salaam (od 27 czerwca 2024) 2. Harare 3. Johannesburg 4. Livingstone 5. Mfuwe 6. Nairobi (od 27 czerwca 2024) 7. Ndola |